# 邱氏列齒鰻
邱氏列齒鰻（学名：Xyrias chioui），又名硬骨篡，为條鰭魚綱鰻形目蛇鰻科列齒鰻屬下的其中一种。該物種分佈於台灣島，棲息深度為60米至70米，體長可達81.9公分。